# Hemicycla saulcyi
Hemicycla saulcyi is een slakkensoort uit de familie van de Helicidae. De wetenschappelijke naam van de soort is voor het eerst geldig gepubliceerd in 1839 door D'Orbigny.